# Top Boy
Top Boy es una serie de televisión británica de drama criminal, creada y escrita por Ronan Bennett. La serie se desarrolla en la ficticia finca Summerhouse en el distrito londinense de Hackney y se centra en dos traficantes de drogas, Dushane (Ashley Walters) y Sully (Kane Robinson), junto con otros involucrados en el tráfico de drogas y la violencia de pandillas en Londres.
La serie consta de 26 episodios distribuidos en cuatro temporadas. Las dos primeras temporadas, con 4 episodios cada una, se emitieron en Channel 4. La primera temporada se emitió durante cuatro noches consecutivas del 31 de octubre al 3 de noviembre de 2011, y la segunda temporada se emitió del 20 de agosto al 10 de septiembre de 2013. Aunque se propusieron argumentos para una tercera temporada, la serie fue cancelada por Channel 4 en 2014.
Tras el interés del rapero canadiense Drake, se anunció en 2017 que Netflix reviviría la serie, con Ashley Walters, Kane Robinson y el equipo original retomando sus roles, y Drake y su equipo como productores ejecutivos. La tercera y cuarta temporadas se estrenaron en Netflix en septiembre de 2019 y marzo de 2022, respectivamente, y se presentaron como la primera y segunda temporada de una serie original de Netflix, mientras que las dos temporadas anteriores se agregaron a Netflix bajo el nombre de Top Boy: Summerhouse. Se renovó una quinta y última temporada (tercera temporada producida por Netflix) el 31 de marzo de 2022, que se emitirá en septiembre de 2023.
La serie ha recibido elogios de la crítica por su actuación, cinematografía, temas, realismo, escritura y banda sonora, y se ha comparado favorablemente con otros programas de crimen como The Wire, Snowfall y Power. Ha recibido varios premios y nominaciones de los Premios de Televisión de la Academia Británica, incluyendo nominaciones al Mejor Miniserie y Mejor Actriz de Reparto para Jasmine Jobson, así como premios por la Mejor Música Original, Mejor Director de Ficción y Mejor Casting con guion en los Premios de Artes y Oficios de la Academia Británica de Televisión.

## Top Boy: Summerhouse(2011-2013)

### Series 1 (2011)
La serie sigue la difícil situación de Ra'Nell mientras navega por los peligros de vivir en la finca Summerhouse, llena de crimen, después de que su madre, Lisa, es ingresada en un hospital psiquiátrico. Ra'Nell, quien ha ganado una reputación en la finca debido a su comportamiento volátil después de apuñalar a su padre abusivo, es tranquilo y reservado. Mientras su madre está en el hospital, es cuidado por su amiga cercana, Leon, quien solía ser un temido enforcer en la finca pero ha dejado su pasado atrás. Mientras tanto, la amiga de Lisa, Heather, solicita la ayuda de Ra'Nell para cultivar cannabis y así poder ganar suficiente dinero para mudarse de la finca y criar a su futuro hijo en un lugar más seguro.
Mientras tanto, su mejor amigo, Gem, se encuentra en aprietos cuando comienza a trabajar como traficante de drogas para los jefes del crimen en Summerhouse, Dushane y Sully. Gem es fácilmente manipulado y se encuentra a merced de su implacable y violento ejecutor, Dris.
Dushane y Sully dirigen la finca juntos con relativa facilidad, pero cuando Kamale, un traficante rival de London Fields, roba una gran cantidad de su suministro, se ven obligados a buscar al ladrón antes de que su proveedor, Bobby Raikes, tome medidas. La urgencia de la persecución pone en peligro la asociación entre Dushane y Sully.

### Series 2 (2013)
La segunda temporada tiene lugar un año después de los eventos de la primera temporada. Después de que la policía descubre un cuerpo, Dushane, Sully y Dris son arrestados. Dushane se da cuenta rápidamente de que hay un soplón en su equipo y debe lidiar con las repercusiones. El soplón resulta ser Michael, el dealer favorito de Dushane, quien fue obligado por la policía a proporcionar información sobre él.
Mientras tanto, Sully intenta formar su propio equipo para competir con el de Dushane, junto a su amigo Mike, un exconvicto borderline psicópata. Cuando una negociación con los socios comerciales albaneses de Dushane sale mal, intenta obtener la ayuda de Sully una vez más para deshacerse de ellos. Entra en contacto con Jason, un niño abandonado que está tratando de sobrevivir en un mundo lleno de drogas y asesinatos.

## Top Boy(2019-2023)

### Series 1 (2019)
La primera temporada de la serie tras su regreso, tiene lugar seis años después de la serie original. Dushane ha huido a Jamaica, donde se las arregla trabajando en el negocio de alquiler de autos de su primo. Cuando hace un trato comercial con el encarcelado jefe del narcotráfico Sugar, regresa a Londres para vender el producto de Sugar y convertirse nuevamente en el Top Boy, con la ayuda de Dris y Jaq, quienes estuvieron a cargo de Summerhouse mientras Dushane estaba ausente. Sin embargo, una nueva banda de London Fields, encabezada por el despiadado Jamie, no permitirá que Dushane se meta en su territorio.
Desde que Dushane se fue a Jamaica, Londres se ha vuelto más gentrificado y el costo de vida ha aumentado. También descubre al regresar que su madre enferma ahora está bajo el cuidado de Shelley, una joven cuidadora y madre soltera de una niña de ocho años, con quien Dushane comienza a formar una fuerte relación.
Sully está en prisión con Modie, un peligroso narcotraficante que lideraba la banda rival de London Fields en ausencia de Dushane y Sully. Una pelea entre los dos hombres en la cafetería de la prisión llega a un punto en el que Sully arroja ácido hirviendo en la cara de Modie días antes de su liberación. Esto hace que Sully se convierta en enemigo de Modie, quien busca venganza contra Sully cuando más adelante en la temporada finalmente escapa de la prisión con la ayuda del primo de Sully, Jermaine, a quien Sully había secuestrado en la temporada anterior. Cuando Sully es liberado, se reconecta con Jason y Gem para comenzar a vender en Ramsgate. Sin embargo, después de que Jason muere en un incendio en una casa, Sully se reúne a regañadientes con Dushane y los dos vuelven a hacer negocios. Mientras tanto, Dris, quien ha sufrido un derrame cerebral que lo ha dejado parcialmente discapacitado, lucha con sus responsabilidades al regresar Dushane.
Jamie intenta afirmar su dominio en el distrito, impulsado por su deseo de proveer para sus hermanos menores, Aaron y Stefan, ya que sus padres desarrollaron cáncer y murieron en días consecutivos cuando Jamie tenía solo 18 años. Comienza un negocio con una proveedora de drogas irlandesa de clase alta, Lizzie, y su esposo Jeffery, y su sed de poder y las posteriores batallas con la pandilla de Dushane en Summerhouse, sirven como trama principal a lo largo de esta temporada. Culmina en que Dushane orquesta el envío de Jamie a prisión después de que la policía encontrase en el apartamento donde vive con sus hermanos una bolsa llena de armas y drogas.

### Series 2 (2022)
La segunda temporada de la serie de revival tiene lugar seis meses después de los eventos de la última temporada. Dushane quiere expandir su imperio más allá de las calles haciendo grandes inversiones en Londres y encontrando nuevos contactos en España y Marruecos, lo que provoca tensiones entre la comunidad y su madre enferma, quien ahora está al tanto y avergonzada del negocio de su hijo.
Jamie ha sido liberado de prisión y su pandilla comienza a trabajar con la pandilla de Summerhouse. Intenta reconectar con su hermano menor, Stefan, después de la muerte de su amigo Ats debido a la violencia con cuchillos, pero Dushane lo envía a solucionar un trato de drogas fallido en España y Marruecos.
Jaq, la nueva mano derecha de Dushane tras la muerte de Dris, intenta rescatar a su hermana mayor embarazada, Lauryn, quien está en una relación abusiva con Curtis, un traficante de armas con sede en Liverpool.
Sully, sufriendo de trastorno de estrés postraumático mientras se enfrenta al asesinato de Dris y la muerte de su amigo y figura paterna Jason, sospecha de la relación comercial entre Jamie y Dushane. Mientras tanto, Shelley y otros residentes locales intentan luchar contra los proyectos de desarrollo de Dushane para Summerhouse, mientras Shelley misma enfrenta su oscuro pasado, lo que la lleva a ser chantajeada por haber ayudado a enterrar a la víctima de asesinato de su exnovio.

## Cronología
| Actor                  | Personaje                 | Top Boy: Summerhouse | Top Boy: Summerhouse | Top Boy    | Top Boy    | Top Boy   | Capítulos |
| Actor                  | Personaje                 | 1                    | 2                    | 3          | 4          | 5         | Capítulos |
| ---------------------- | ------------------------- | -------------------- | -------------------- | ---------- | ---------- | --------- | --------- |
| Ashley Walters         | Dushane Hill              | Principal            | Principal            | Principal  | Principal  | Principal | 32        |
| Kano                   | Gerard "Sully" Sullivan   | Principal            | Principal            | Principal  | Principal  | Principal | 31        |
| Malcolm Kamulete       | Ra'Nell Smith             | Principal            | Principal            |            |            |           | 8         |
| Giacomo Mancini        | Gemel "Gem" Mustapha      | Principal            | Principal            | Recurrente |            |           | 10        |
| Shone Romulus          | Dris Wright               | Principal            | Principal            | Principal  |            |           | 18        |
| Sharon Duncan-Brewster | Lisa Smith                | Principal            | Principal            |            |            |           | 8         |
| Kierston Wareing       | Heather                   | Principal            |                      |            |            |           | 4         |
| Nicholas Pinnock       | Leon                      | Principal            |                      |            |            |           | 4         |
| Xavien Russell         | Michael                   | Recurrente           | Principal            |            |            |           | 7         |
| Micheal Ward           | Jamie Tovell              |                      | Invitado             | Principal  | Principal  |           | 19        |
| Jasmine Jobson         | Jacqueline "Jaq" Lawrence |                      |                      | Principal  | Principal  | Principal | 24        |
| Simbi Ajikawo          | Shelley                   |                      |                      | Principal  | Principal  | Principal | 23        |
| Hope Ikpoku Jr.        | Aaron Tovell              |                      |                      | Principal  | Principal  |           | 14        |
| Araloyin Oshunremi     | Stefan Tovell             |                      |                      | Principal  | Principal  | Principal | 22        |
| Keiyon Cook            | Attica "Ats" Ayittey      |                      |                      | Principal  |            |           | 10        |
| Jolade Obasola         | Amma Ayittey              |                      |                      | Principal  | Principal  |           | 11        |
| Kadeem Ramsay          | Kit                       |                      |                      | Principal  | Principal  |           | 17        |
| Lisa Dwan              | Lizzie Kulfauns           |                      |                      | Principal  | Principal  |           | 14        |
| Saffron Hocking        | Lauryn Lawrence           |                      |                      | Recurrente | Principal  | Principal | 13        |
| NoLay                  | Mandy                     |                      | Invitado             |            | Recurrente | Principal | 11        |
| Adwoa Aboah            | Becks                     |                      |                      |            | Recurrente | Principal | 11        |
| Joshua Blissett        | Kieron Palmer             |                      |                      | Recurrente | Recurrente | Principal | 22        |
| Savanah Graham         | Erin Wright               |                      |                      | Recurrente |            | Principal | 9         |

## Producción

### Desarrollo
Top Boy fue escrita y creada por el novelista nacido en Belfast, Ronan Bennett, quien también produjo la serie a través de su compañía de producción Eastern Partisan. Bennett se inspiró para escribir la serie después de presenciar a un niño de doce años vendiendo drogas en su supermercado local Tesco en Hackney. Bennett, con la ayuda de su amigo Gerry Jackson, entrevistó a varios traficantes de drogas del área para retratar un sentido de realismo. Jackson más tarde fue acreditado como consultor de historia en la serie.
El piloto de la serie fue originalmente encargado por la BBC, pero el jefe de drama fue demasiado crítico con la violencia y las profanidades fuertes en el guion. En algún momento, Bennett se reunió con los productores Charles Steel y Alasdair Flind de Cowboy Films y en julio de 2010 se anunció que la serie había sido encargada por Channel 4 como un drama de cuatro partes.

### Casting
La serie contó con raperos del Reino Unido, así como con talentos experimentados y emergentes. El rapero convertido en actor de So Solid Crew, Ashley Walters, y el rapero británico Kane Robinson fueron elegidos como los personajes principales Dushane y Sully, respectivamente. Después de su destacada actuación en la película de 2004 Bullet Boy, Walters rechazó varios roles en películas y programas de televisión urbanos, pero decidió hacer una audición para Top Boy debido a su caracterización realista.
Robinson, un rapero de Londres conocido como Kano, fue elegido como Sully en su debut como actor. El personaje de Sully estaba escrito como un traficante de drogas asiático, pero el director de casting Des Hamilton, el director Yann Demange y Bennett quedaron impresionados con la química entre Robinson y Walters, y reescribieron el personaje para Robinson.
Walters y Robinson lideraron la serie junto a otros raperos, incluyendo a Scorcher como Kamale, líder de la banda de London Fields. Los raperos británicos Giggs y Sway hacen apariciones breves en la primera temporada. La primera temporada también contó con la participación de Shone Romolus como Dris, el implacable enforcer de Dushane y Sully, los recién llegados Malcolm Kamulete y Giacomo Mancini como los mejores amigos Ra'Nell y Gem, Sharon Duncan-Brewster como Lisa, la madre de Ra'Nell, Nicholas Pinnock como Leon, amigo de Lisa y figura paterna de Ra'Nell, Kierston Wareing como Heather, amiga embarazada de Lisa, Benedict Wong como Vincent, traficante de cannabis, y Geoff Bell como Bobby Raikes, el jefe de la droga. La serie también contó con la participación de la entonces joven de dieciocho años Letitia Wright como Chantelle, miembro de la pandilla de Summerhouse e interés amoroso de Gem.
La segunda temporada contó con el regreso de Walters, Robinson, Romolus, Kamulete, Mancini, Duncan-Brewster y Wong, y se sumaron nuevos miembros al elenco, como el rapero Bashy como Jermaine, primo de Sully, Lorraine Burroughs como Rhianna Parkes, abogada de Dushane, Paul Anderson como Mike, nuevo socio comercial de Sully, Nabil Elouahabi como Babrak Mustapha, padre de Gem, Ricky Smarts como Jason, amigo y figura paterna de Sully, y Michaela Coel como Kayla Thomas, una mujer que estuvo en contacto con Kamale.
En abril de 2019, tras el renacimiento de la serie por parte de Netflix, se anunció que Micheal Ward se uniría al elenco como el nuevo líder de London Fields, Jamie. Anteriormente, hizo una audición para interpretar al hermano menor de Jamie. Los raperos Dave y Little Simz fueron elegidos como Modie y Shelly, respectivamente. Las nuevas incorporaciones a la tercera y cuarta temporadas incluyen a Jasmine Jobson, Hope Ikpoku Jr.,

### Localizaciones
Heygate State y Loughborough State, ambos ubicados en el sur de Londres, fueron utilizados como la finca Summerhouse durante las dos primeras temporadas. Para la tercera temporada, la producción visitó varias ubicaciones en Kent. La filmación tuvo lugar en Margate, en Walpole Bay, Fulsam Rock Beach y calles cercanas, incluyendo Athelstan Road. También se filmó en Ramsgate, en Jacob's Ladder, fuera del pub Rose of England en High Street y en la estación de Ramsgate. Gordon Place en Gravesend se utilizó como la finca ficticia de Summerhouse a lo largo de la temporada.
Para las tercera y cuarta temporadas, la Samuda Estate en la Isle of Dogs y la De Beauvoir State en el London Borough of Hackney sirvieron como la finca Summerhouse. El centro comercial Dockside Outlet en Chatham, Kent, aparece en el episodio 5 de la cuarta temporada, representando un centro comercial en Liverpool.
Dado que la serie se desarrolla en Hackney, gran parte de la filmación tuvo lugar en el borough, en áreas como Dalston, Haggerston y London Fields. Las escenas legales de la cuarta temporada se filmaron en el antiguo Blackfriars Crown Court.

### Música
El score original de la serie fue compuesto por Brian Eno y Michael Asante. Además de su música original, Top Boy presenta grime, hip-hop y R&B de artistas como Ghostpoet, AJ Tracey, Giggs, Central Cee, Roots Manuva y Burna Boy.
El 13 de septiembre de 2019, se lanzó una banda sonora original para la serie titulada Top Boy (A Selection of Music Inspired by the Series), a través de OVO Sound y Warner Records, para acompañar el lanzamiento de la tercera temporada. La banda sonora incluye apariciones de Drake, Baka Not Nice y Popcaan de OVO, así como artistas británicos como AJ Tracey, Avelino, Dave, Fredo, Ghetts, Headie One, Little Simz, M Huncho, Nafe Smallz, Central Cee y SL. 